# Leonard Peikoff
Leonard S. Peikoff, född 15 oktober 1933 i Winnipeg, Manitoba, är en kanadensisk-amerikansk objektivistisk filosof och Ayn Rands intellektuella och juridiska arvtagare. 
Peikoff introducerades för Ayn Rand genom sin kusin, Barbara Branden. Tillsammans med Branden, Nathaniel Branden, Alan Greenspan och andra utgjorde han den grupp som skämtsamt kallades "The Collective" som regelbundet träffade Ayn Rand. Efter Rands död 1982 ärvde Peikoff upphovsrätten till hennes verk. Tre år senare, 1985, grundade han amerikanska The Ayn Rand Institute. Han är författare till The Ominous Parallels: The End of Freedom in America (1982), en jämförelse mellan utvecklingen i Weimarrepublikens Tyskland och i dagens USA, samt till Objectivism: The Philosophy of Ayn Rand (1991), en sammanfattning av Ayn Rands filosofi. Han har även publicerat boken The DIM Hypothesis och (med David Harriman) The Logical Leap: Induction in Physics. Han har också gjort flera föreläsningsserier som finns tillgängliga på band, bland annat om filosofins historia ur ett objektivistiskt perspektiv.
Peikoff har disputerat 1964 för doktorsexamen vid New York University på avhandlingen The Status of the Law of Contradiction in Classic Logical Ontologism.
Peikoff är bosatt i Colorado tillsammans med sin hustru Amy. I ett tidigare äktenskap har han dottern Kira, som är romanförfattare.